# Griechische Badmintonmeisterschaft 2022
Die Griechische Badmintonmeisterschaft 2022 fand vom 9. bis zum 10. April 2022 in Livadia statt. 

## Medaillengewinner
| Disziplin    | Gold                                       | Silber                                             | Bronze                                           |
| ------------ | ------------------------------------------ | -------------------------------------------------- | ------------------------------------------------ |
| Herreneinzel | Stamatis Tsigirdakis                       | Paschalis Melikidis                                | Marios Michail Boulios                           |
| Herreneinzel | Stamatis Tsigirdakis                       | Paschalis Melikidis                                | Georgios Tsiolis                                 |
| Dameneinzel  | Grammatoula Sotiriou                       | Dimitra Kalomira Kroystalli                        | Irini Tenta                                      |
| Dameneinzel  | Grammatoula Sotiriou                       | Dimitra Kalomira Kroystalli                        | Konstantina Vagena                               |
| Herrendoppel | Petros Tentas Stamatis Tsigirdakis         | Paschalis Melikidis Ilias Xanthou                  | Alexandros Kyriakopoulos Dimitris Orlis          |
| Herrendoppel | Petros Tentas Stamatis Tsigirdakis         | Paschalis Melikidis Ilias Xanthou                  | Vasileios Rafail Kiosses Axilleas Tsartsidis     |
| Damendoppel  | Theodora Lambrianidou Grammatoula Sotiriou | Christina Mavromatidou Evaggelia Nektaria Parisi   | Marina Mouratidou Eleftheria Migioni             |
| Damendoppel  | Theodora Lambrianidou Grammatoula Sotiriou | Christina Mavromatidou Evaggelia Nektaria Parisi   | Makaria Papapostolou Alkisti Vasilika-Patsarasli |
| Mixed        | Ilias Xanthou Theodora Fragoulidou         | Marios Michail Boulios Dimitra Kalomira Kroystalli | Georgios Orfeas Tsamousiadis Irini Tenta         |
| Mixed        | Ilias Xanthou Theodora Fragoulidou         | Marios Michail Boulios Dimitra Kalomira Kroystalli | Petros Tentas Theodora Lambrianidou              |